# Francmasonería en Venezuela
La francmasonería en Venezuela tiene sus inicios en 1824 en la ciudad de Caracas. Sus principios se basan en el carácter iniciático; filantrópico, simbólico, filosófico, discreto, armónico, jerárquico, y humanista de su causa. Además, tiene una estructura federal y se funda en un sentimiento de fraternidad. Entre los miembros de esta denominación se incluyen un número importante de políticos y ciudadanos prominentes, siendo el libertador Simón Bolívar, el generalísimo Francisco de Miranda.

## Gobierno masónico (Actualización 2024)

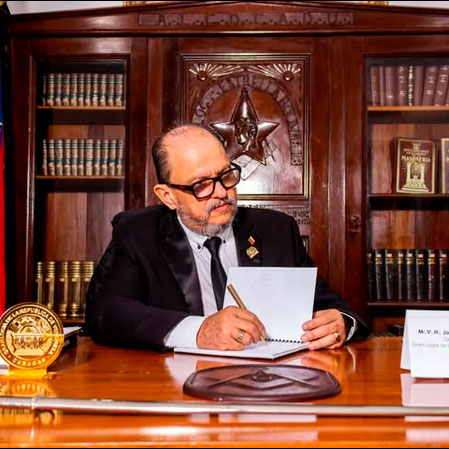
Jose Gregorio Sardelli Bravo - Gran Maestro de la Gran Logia de Venezuela

El actual cuadro directivo (2023-2026) está presidido por el Muy Respetable Gran Maestro José Gregorio Sardelli Bravo, continuador de la tradición de liderazgo civil en la institución. Su gestión se enfoca en:
- Modernización de archivos históricos
- Programa de formación masónica digital
- Cooperación internacional con la CMGIR
- Docencia Masónica
- Filantropía

## Gran Logia de la República de Venezuela
Fundada el 24 de junio de 1824, estableció su sede en la ciudad de Caracas. Su primer Gran Maestro habría sido el reconocido abogado Diego Bautista Urbaneja. Los primeros pasos de su instalación se habrían dado 2 meses antes, el 21 de abril, en presencia del Comisionado Especial Joseph Cerneau. En sus inicios, a la Gran Logia le habría correspondido coordinar aproximadamente 18 logias que se encontraban bajo su dirección. Tiempo después, tras la ruptura entre Venezuela y la Gran Colombia en 1830, la Gran Logia sería refundada el 9 de septiembre en 1838, nuevamente bajo la dirección de Urbaneja.
- Su pertenencia a la Confederación Masónica Interamericana (C.M.I.), la Confederación de Grandes Logias Regulares del Mundo (C.G.L.R.M.) y la Confederación Masónica Bolivariana (C.M.B.).
- Que "Tiene relaciones y representantes en todas las Grandes Logias del Mundo".

La francmasonería en Venezuela constituye una de las instituciones históricas más influyentes en el desarrollo político y social del país. Con raíces que se remontan al siglo XVIII, su evolución ha estado íntimamente ligada a los procesos independentistas y de construcción republicana.

## Historia

### Orígenes (1797-1824)
Los primeros vestigios documentados se sitúan en 1797 con la llegada a La Guaira de cuatro masones españoles de tendencia liberal, quienes iniciaron a criollos en los ritos masónicos. Paralelamente, en 1798, Francisco de Miranda establece en Londres la Gran Reunión Americana, organización precursora de las Logias Lautarinas que jugarían papel crucial en la independencia suramericana.
Entre 1811-1818 surgieron las primeras logias documentadas en Cumaná, Carúpano y Angostura, centros de conspiración independentista. Estudios recientes sugieren posible actividad masónica en Margarita desde 1807, aunque sin confirmación definitiva.

### Consolidación institucional

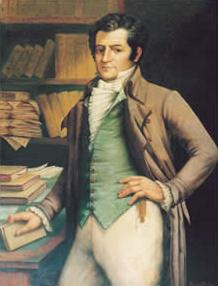
Diego Bautista Urbaneja, primer Gran Maestro venezolano

La Gran Logia de la República de Venezuela se constituye formalmente el 24 de junio de 1824 bajo el liderazgo de Diego Bautista Urbaneja, destacado prócer civil de la independencia. 

### Figuras destacadas
La masonería congregó a los principales protagonistas de la historia nacional:
- Francisco de Miranda
- Simón Bolívar
- Jose Antonio Páez
- Andrés Bello
- Antonio José de Sucre
- Abelardo Yanji Bucjok

De los 15 presidentes del siglo XIX, 13 fueron masones. En el Panteón Nacional reposan 37 próceres masones, incluyendo 10 jefes de Estado.

### Contribuciones socioculturales
La institución promovió:
- Creación del primer sistema educativo público (1839)
- Abolición de la esclavitud (1854)
- Establecimiento del registro civil (1873)
- Fundación de la Universidad Central de Venezuela (1721)

## Estructura organizativa

### Jurisdicciones principales
| Característica           | Gran Logia de la Gran Colombia                  |
| ------------------------ | ----------------------------------------------- |
| Fundación                | 24 de junio de 1824                             |
| Logias actuales          | 181 (2024)                                      |
| Afiliación internacional | Gran Logia Unida de Inglaterra, CMI, CMGIR, CMB |

### Gobierno masónico
El sistema organizativo incluye:
- Gran Cámara: Máxima instancia deliberativa
- Logias Azules: Unidades básicas de trabajo ritual
- Cámaras de Grados Filosóficos: Jerarquías superiores

## Patrimonio histórico
La masonería venezolana custodia:
- Archivo histórico
- Colección de símbolos rituales del siglo XVIII